# Troppo cattivi
Troppo cattivi (The Bad Guys) è un film del 2022 diretto da Pierre Perifel.
Prodotto da DreamWorks Animation e Scholastic, è basata sull'omonima serie di libri dello scrittore australiano Aaron Blabey.

## Trama
In un mondo in cui umani e animali antropomorfi coesistono, una banda di animali criminali, conosciuti come i Troppo Cattivi (Composti da Mr. Wolf, Mr. Snake, Mr. Shark, Mr. Piranha e Mrs. Tarantola) sono famosi per i loro furti sfacciati mentre eludono le autorità.
Tuttavia, quando la banda viene insultata in onda dalla governatrice volpe, Diane Foxington, Wolf propone di rubare un premio umanitario: il Delfino d'Oro, un premio ambito ma mai ottenuto da altri ladri, destinato alla cavia filantropo,  professor Rupert Marmellata IV. La sera dell'evento, i cinque si intrufolano nel museo dove si sta tenendo l'evento, ma sfortunatamente, quando Wolf aiuta inavvertitamente una donna anziana che intendeva borseggiare e viene elogiato per la sua buona azione, si sente colpito. Tuttavia, si riprende subito e dopo qualche contrattempo, la banda riesce a rubare il Delfino d'Oro. Mentre stanno per lasciare l'edificio, il successivo discorso di Marmellata sulla bontà d'animo espone accidentalmente Wolf e la banda mentre cercano di scappare e i 5 criminali vengono arrestati.
Mentre viene portato via, Wolf convince Marmellata a tentare di riformarli: il suo piano prevede che loro fingano di diventare buoni per poi rubare il suo premio durante il gala di beneficenza. La banda arriva a casa del professore, ma le lezioni si rivelano una lotta frustrante con la banda incapace di adattarsi al concetto di buon comportamento (come convincere Snake a condividere una cosa con Shark, aiutare una vecchietta, Wolf travestito, ad attraversare la strada o salvare un gatto su un albero). A Marmellata viene l'idea di sfruttare le loro abilità nel furto per introdursi in un laboratorio e liberare dei porcellini d'india, ma alla fine anche quest'iniziativa si rivela un fiasco.
A questo punto, Diane decide di annullare l'esperimento e di far imprigionare la banda, ma cede quando Wolf confessa di sentirsi odiato per la sua specie. Foxington nota che conosce i suoi sentimenti e confessa che crede in lui. A quel punto, Wolf riflette sulla questione e si ritrova a salvare il gatto dall'albero, che Marmellata registra e pubblica e il video diventa subito virale. La pubblicità risultante ribalta l'immagine pubblica dei Troppo Cattivi, anche se il cinico Snake sospetta che stia perdendo i contatti con il suo amico, soprattutto quando sente Marmellata dire a Wolf che alla fine dovrà decidere fra i suoi amici e una vita onesta.
Per festeggiare, durante il gran galà la banda si prepara a eseguire la rapina e per distrarre tutti la banda si esibisce in uno spettacolo che fa accresce i donatori per la raccolta fondi di Marmellata. Tuttavia, quando la rapina è quasi completa, Wolf non riesce a portare a termine il piano e tradire la ritrovata fiducia che si è guadagnato. Sfortunatamente, in quel momento, le luci si spengono e il Meteorite del Cratere dell'Amore (che un anno prima si era schiantato sulla città) viene rubato e la banda viene incastrata per il furto. Inoltre, quando la banda viene chiusa nel camion blindato della polizia, Marmellata gli rivela che tutto quello che è successo è opera sua: sembra che il meteorite fosse carico di un'energia psichica molto potente e lui ha approfittato di rubarlo per eseguire il più "grande colpo del secolo" manipolando la banda, rivelando anche che era lui la vecchietta che Wolf aveva salvato, per prendersi la colpa.
La banda viene portata in prigione, ma un criminale rivale, Zampa Cremisi, li salva, rivelandosi essere Diane. Dopo aver raggiunto la salvezza, la banda abbandona Wolf per averli traditi, ma è inorridita quando tornano al loro nascondiglio e lo trovano completamente svuotato del loro bottino perché Wolf ha rivelato la sua posizione a Diane come compensazione per i suoi crimini. La banda è abbastanza scoraggiata da permettere al cinico Snake di dare il suo ultimo possesso a Shark, negando che rappresentasse un cambiamento di cuore prima di abbandonarli.
Nel frattempo, Wolf e Diane realizzano il piano malvagio di Marmellata e irrompono nella sua casa per prendere il meteorite, solo per essere catturati da Marmellata e dal suo nuovo complice, Snake. Marmellata si vanta di come intende usare il potere del meteorite per controllare un esercito di porcellini d'India per derubare i camion con il denaro della sua raccolta fondi e tenta di uccidere gli intrusi. Tuttavia, vengono salvati dal resto della banda che viene redento. Insieme, Diane e la banda prendono il meteorite e tentano di fermare il piano di Marmellata.
Nella battaglia che ne risulta, la banda riesce a fermare le rapine, ma decide che devono aiutare Snake nonostante il suo tradimento. In quel tentativo, Marmellata tradisce Snake e la banda rischia la vita per salvarlo. Alla fine, la banda sventa il piano e recupera il meteorite. Marmellata sembra prendersi il merito e coinvolge i Troppo Cattivi. Tuttavia, la meteora si rivela essere una lampada camuffata e Snake, che per tutto il tempo ha fatto il doppio gioco, compie il colpo da maestro della sua operazione segreta sotto copertura per aiutare i suoi amici e distruggere il meteorite reale insieme alla villa di Marmellata sovraccaricandolo.
Alla fine, Marmellata viene scambiato per Zampa Cremisi, dal momento che aveva catturato Wolf e Diane, questi si era appropriato di un diamante rubato da lei, e viene arrestato mentre la banda si arrende alle autorità. Dopo aver scontato un anno di prigione alla luce del loro eroismo, la banda viene prelevata da Diane per iniziare la loro carriera da eroi.

## Personaggi
- Mr. Wolf: protagonista del film. Un lupo grigio antropomorfo di 31 anni, leader della banda dei "Troppo Cattivi". È il migliore amico di Mr. Snake. È dotato di un certo carisma e fascino ed è un astuto borseggiatore. È lui che ha l’idea di far credere agli altri di essere diventati buoni per poi rubare il Delfino d’Oro, anche se poi scoprirà la bellezza di essere buoni e si redimerà definitivamente, anche se all’inizio i suoi amici si sentono fortemente traditi (soprattutto Snake, dato che l’ha sempre considerato l’unica persona di cui si può fidare), ma poi tutti e cinque riusciranno a ripulirsi la reputazione. Wolf è l’unico personaggio del film a rompere la quarta parete, informando lo spettatore su determinate cose (ad esempio all’inizio quando presenta tutti e cinque i Troppo Cattivi).
- Mr. Snake: un serpente bruno orientale antropomorfo di 57 anni, abile nello scassinare le casseforti. È il migliore amico di Mr. Wolf. È incredibilmente sarcastico e detesta i compleanni, dato che da piccolo, essendo un serpente, quindi un animale associato allo stereotipo del cattivo, nessuno si è mai presentato alle sue feste. È il membro più cinico, meschino e malvagio della banda, sebbene nasconda un carattere molto più leale e altruista, anche se è troppo testardo per ammetterlo. Pur di rimanere cattivo, si allea con Marmellata, anche se si rivelerà essere un’enorme bugia (dato che è definitivamente diventato buono condividendo un Push Pop con Shark) per distruggere il meteorite.
- Mr. Shark: un grande squalo bianco antropomorfo di 32 anni, abile nei travestimenti, che funzionano sempre. È il più sensibile ed emotivo della banda, ma è anche il più amichevole ed affabile. Adora i Push Pop, cosa che lo mette continuamente in contrasto con Snake, dato che quest’ultimo non li condivide mai con lui (in una scena arriva addirittura a mangiarlo intero), tranne verso la fine in cui lo fa per consolarlo dalla sua crisi di pianto di disperazione.
- Mr. Piranha: un piranha rosso antropomorfo di 25 anni, abile nella lotta contro il nemico. Ha problemi di flatulenza a causa di nervosismo. È il membro più sfrenato e violento della banda ed è dotato di un carattere molto forte, violento e aggressivo, ma è anche molto ingenuo, leale, onesto, dolce, innocente, giocherellone e gioviale. Parla con un forte accento spagnolo, essendo originario della Bolivia. Piranha ha inoltre un incredibile talento per il canto, cosa che si rivela estremamente utile per distrarre tutti al gala durante la seconda rapina.
- Mrs. Tarantola: una tarantola antropomorfa di 28 anni, esperta hacker nota anche come "Webs". È l'unica ragazza del gruppo e la più intelligente. Come Snake, è molto sarcastica e tagliente, forse anche più di lui. Tende ad essere più calma e razionale rispetto ai suoi amici. Si dimostra essere talmente brava nell’hacking da riuscire addirittura ad accedere a sistemi di sicurezza progettati appositamente per tenerla alla larga. Afferma di avere un talento naturale per l’hacking, anche se ammette a Diane di aver migliorato le sue doti grazie a YouTube.
- Rupert Marmellata IV: un porcellino d'india antropomorfo di 40 anni, ricco filantropo che si dice abbia "fermato guerre, aiutato i bisognosi e salvato innumerevoli panda". Avrebbe dovuto riformare i Troppo Cattivi e renderli buoni, ma in segreto li usa come copertura per il suo grande piano criminale, rivelandosi un roditore diabolico, crudele, avido, calcolatore e privo di scrupoli, proprio per questo egli è infatti l'antagonista principale del film, dato che vuole usare il controllo mentale su altre cavie comuni per derubare i suoi stessi enti di beneficenza. Tuttavia, al termine della vicenda, Rupert Marmellata viene sconfitto, scambiato per Zampa Cremisi e condotto in prigione; sarà costretto a scontare una pena sicuramente molto dura, con la sua buona reputazione ormai distrutta.
- Diane Foxington / Zampa Cremisi: una volpe rossa antropomorfa di 23 anni. Attuale governatrice della città, era inizialmente una dei più abili ladri del mondo, Zampa Cremisi (Crimson Paw), che scelse di rinunciare al crimine durante il furto del Delfino d'Oro guardandosi nel riflesso di un vetro, e rendendosi conto che il mondo vedeva solo un'astuta volpe che compiva malefatte, ravvedendosi e diventando la governatrice della città. Sfrutta le sue vecchie abilità per aiutare i Troppo Cattivi a ripulirsi la reputazione e a fermare il professor Marmellata.
- Tiffany Fluffit: una giovane telegiornalista umana, si occupa di annunciare ciò che accade nelle dirette.
- Misty Luggins: una donna umana, robusta, testarda e determinata, a capo di un corpo di polizia. Odia in particolare Wolf ed è orgogliosa di proteggere e servire.

## Produzione
Il 22 luglio 2017, il quotidiano australiano Daily Telegraph ha riferito che diversi studi avevano espresso interesse ad adattare la serie di libri The Bad Guys in un film d'animazione. Nel marzo 2018, Variety ha riferito che la DreamWorks Animation avrebbe sviluppato un film d'animazione basato sulla serie di libri, con Etan Cohen in qualità di sceneggiatore. L'anno successivo, ad ottobre, è stato riferito che il film sarebbe stato diretto da Pierre Perifel al suo debutto alla regia di un lungometraggio, con Cohen e Hilary Winston che avrebbero scritto insieme la sceneggiatura del film.
Il 28 luglio 2021, è stato annunciato il cast con Etan Cohen, l'autore del libro Aaron Blabey e Patrick Hughes in qualità di produttori esecutivi del film.

## Distribuzione
Il 7 ottobre 2019, è stato riferito che il film sarebbe uscito nelle sale il 17 settembre 2021, subentrando alla data di uscita di Spooky Jack. Nel dicembre 2020, il film è stato ritardato con Baby Boss 2 - Affari di famiglia che ha preso il suo posto originale. Nel marzo 2021, la data di uscita è stata fissata per il 15 aprile 2022, tuttavia nell'ottobre dello stesso anno è stata rinviata al 22 aprile 2022. Successivamente, il 24 dicembre 2021, è stato lanciato il primo teaser trailer.
Il 17 marzo 2022 il film è stato distribuito in America Latina; mentre dal 31 marzo 2022 in Italia. La prima russa del film, invece, era prevista per il 24 marzo 2022, ma è stata cancellata per protesta contro l'invasione russa dell'Ucraina.
Negli Stati Uniti, il film dovrebbe essere trasmesso in esclusiva sul servizio di streaming Peacock TV il 6 giugno 2022, 45 giorni dopo la sua uscita nelle sale americane (22 aprile 2022) e seguito dal suo debutto su Netflix, quattro mesi dopo.

## Accoglienza

### Incassi
Il film ha incassato 97 233 630 $ nel Nord America e 152 928 648 $ nel resto del mondo, per un totale di 250162278 $.

### Critica
Il film ha ricevuto ampi elogi da critica e pubblica. Su Rotten Tomatoes il film riceve l'88% delle recensioni professionali positive con un voto medio di 7,5 su 10 basato su 173 recensioni, il consenso critico del sito recita: "Veloce, divertente e pieno di colori accattivanti, Troppo cattivi è una buona notizia per il pubblico che cerca opzioni per tutta la famiglia". Su Metacritic ottiene un punteggio di 64 su 100 basato su 25 recensioni.

## Altri media
Nell'ottobre 2023 è stata annunciata la produzione di uno speciale natalizio dal titolo Troppo cattivi - Un Natale troppo cattivo, che è stato distribuito su Netflix il 30 novembre 2023 e funge da prequel. Il 3 ottobre 2024 è stato pubblicato su Netflix un nuovo speciale tratto dal film dedicato alla festa di Halloween Troppo cattivi - Un Halloween troppo cattivo.

## Sequel
Nel marzo 2022, un mese prima dell'uscita del film, Perifel ha dichiarato che gli sarebbe piaciuto fare un sequel. Due anni dopo, DreamWorks Animation ha confermato ufficialmente il sequel Troppo cattivi 2 (The Bad Guys 2) con una data di uscita fissata per il 1 agosto 2025. Perifel tornerà a dirigere e JP Sans, che è stato capo dell'animazione dei personaggi nel film precedente, co-dirigerà, la pellicola è stato annunciato che: i membri del cast vocale riprenderanno i loro ruoli.